# Bandera de la Tallada d'Empordà
La bandera oficial de la Tallada d'Empordà (Baix Empordà) té el següent blasonament:
Bandera apaïsada de proporcions dos d'alt per tres de llarg, groga, amb una creu grega claviculada rectilínia blava, com la de l'escut municipal, centrada al mig del drap; els quatre braços, de la mateixa llargada, com correspon a una creu grega, d'una llargada de 7/9 de l'alt de la bandera.
És la creu que tradicionalment ha representat el municipi, i que actualment figura en l'escut municipal juntament amb les armes del comtat d'Empúries i les reials. Va ser publicada en el DOGC el 31 de gener del 1990.